# Peronomyrmex
Peronomyrmex é um gênero de insetos, pertencente a família Formicidae.